# José María Olivo Martínez
José María Olivo Martínez (Caracas, 28 de octubre de 1883 - Caracas, 27 de julio de 1945) fue un activista político venezolano, cofundador de los partidos de inspiración marxista Partido Demócrata Nacional (PDN) en 1937 y Unión Municipal en 1941. Fue también conocido en vida como J.M.Olivo Martínez y "El Viejo" Olivo.

## Orígenes familiares y primeros años
José María Olivo Martínez nació en Caracas el 28 de octubre de 1883, hijo de José María Olivo Olivo y de María del Rosario Martínez, ambos naturales de Caracas. Aunque nació en la Parroquia Santa Teresa, en una casa situada entre las esquinas de Hospital y Glorieta, fue bautizado en la parroquia Altagracia el 12 de mayo de 1884. Su padre, militar, murió en 1892 a los 34 años, dejando huérfanos a sus dos hijos, Virginia y José María, con 11 y 8 años, respectivamente.
Procedía de una familia de tradición militar afín al partido conservador. Aparte de ser hijo de un militar, fue también sobrino nieto del General Adolfo Antonio Olivo, conocido como "El Chingo" Olivo, quien tras haber peleado en el bando conservador durante la Guerra Federal, en 1870 se convirtió en uno de los principales líderes militares de la resistencia frente al gobierno liberal de Antonio Guzmán Blanco, surgido de la denominada Revolución de Abril. También el primer marido de su madre, el general José del Carmen Rivas, se opuso al régimen de Guzmán Blanco y murió en combate contra las fuerzas gubernamentales dirigidas por Joaquín Crespo en la localidad de Calabozo en enero de 1871.
El único hijo de su hermana Virginia Olivo Martínez fue el destacado líder político y sindical Francisco Olivo (Caracas, 2 de junio de 1907- Caracas, 21 de diciembre de 1974).
En el terreno profesional, José María Olivo Martínez se formó en su juventud como contable.

## Oposición al régimen gomecista
A pesar de pertenecer a una familia cuyos miembros habían ocupado posiciones socialmente relevantes en las ciudades de Puerto Cabello, Caracas y Valencia desde la época colonial  y de la tradición militar conservadora de su familia, José María Olivo Martínez se involucró desde muy joven en las luchas obreras.
De esos años de juventud, se recuerda su valiente actuación a raíz del asesinato del concejal Enrique Chaumer el 24 de septiembre de 1909, cuando Juan Vicente Gómez no había cumplido aún un año en el poder. El concejal Chaumer, en su capacidad de Síndico Municipal, había sacado a la luz una serie de irregularidades, como la malversación de fondos públicos y la destrucción de libros contables, atribuibles a un tal Eleuterio García, hombre próximo al círculo de poder del dictador que había ejercido hasta hacía poco de Administrador de Rentas en el ayuntamiento caraqueño. Al verse descubierto, Eleuterio García disparó y mató al concejal Chaumer en plena calle cuando este llevaba a su pequeña hija al colegio. Una ola de indignación sacudió la capital, y en el multitudinario entierro, que tuvo lugar al día siguiente, José María Olivo Martínez habló ante la tumba del concejal para decir que aquel asesinato no era un hecho aislado, sino el primer síntoma de regresión democrática, y que los puñales que asesinan democracias no se afilan sino en la piedra de los intereses particulares. J.M. Olivo Martínez y otros dos oradores de ese día fueron arrestados por el gobierno gomecista y conducidos a la prisión del Castillo de Puerto Cabello. Muchos años después, en un homenaje a la memoria de Chaumer, el poeta y político venezolano Andrés Eloy Blanco recordó aquella intervención de J.M. Olivo Martínez:

Aquel ciudadano estaba destinado a ser hoy, en admirable ejemplo de constancia y fidelidad a sus credos, el más bravo preconizador de la elección popular. Aquel hombre fue castigado por aquel discurso; por decir lo que dijo sobre la tumba de Chaumer, pasó 39 meses en el castillo de Puerto Cabello, con un peso de 50 libras en los pies. Pero su verdad duró veintisiete años con un peso de cincuenta mil cadáveres.

## Actividad política tras la muerte de Juan Vicente Gómez
Tras la muerte del dictador Juan Vicente Gómez (17.12.1935), se inicia en Venezuela un período de limitada apertura política bajo el gobierno de Eleazar López Contreras. A finales del año 1937, José María Olivo Martínez participó junto con el General José Rafael Gabaldón y Andrés Eloy Blanco en la formación de un nuevo partido político llamado Partido Demócrata Venezolano . Sin embargo, tras una batalla legal que culminó en marzo de 1938, la Corte Federal y de Casación de Venezuela respaldó la decisión del Gobierno de denegar la autorización al naciente partido sobre la base de que incluía en sus filas a diversas personas, entre ellas J.M. Olivo Martínez y Luis Beltrán Prieto Figueroa, que habían militado en agrupaciones políticas previamente disueltas por dedicarse a realizar propaganda y prácticas ideológicas marxistas prohibidas por la Constitución Nacional.
Como fruto del intercambio epistolar entre J.M. Olivo Martínez y Andrés Eloy Blanco, este último inicia el 20 de noviembre de 1937 la publicación en el diario Ahora de una serie de seis artículos de opinión dedicados a José María Olivo Martínez  titulados de manera genérica “Drenaje de la Honradez”, donde el escritor aborda asuntos como la necesaria supervisión de los establecimientos de enseñanza para asegurar su conformidad con las leyes educativas, la historia de las relaciones entre Iglesia y Estado en Venezuela, la naturaleza de la honradez y el uso de la mentira en política.
Por esas fechas José María Olivo Martínez fue una vez más arrestado y juzgado, esta vez por vilipendio al Presidente. Tenía entonces 54 años. Unos meses después, en noviembre de 1938 también es arrestado su amigo Andrés Eloy Blanco, con quien coincide en la misma prisión. Olivo no sería liberado hasta principios de 1939, cuando es indultado por el gobierno. Dos años y medio más tarde, participó como orador, junto con Asdrubal Fuenmayor Rivera, en el acto de creación del partido de orientación marxista Unión Municipal el 12 de octubre de 1941 en el Teatro Apolo de Caracas. Este partido era una tapadera del Partido Comunista de Venezuela, el cual actuaba entonces en la clandestinidad y no sería legalizado hasta octubre de 1945.

## Vida familiar
José María Olivo Martínez tuvo en su juventud una relación con la caraqueña Gertrudis Pérez, de la que nació en abril de 1909 un hijo varón, Adolfo Antonio, que fue presentado por el padre ante el registro civil de la Parroquia Santa Teresa de Caracas como hijo natural suyo. El niño moriría a los cuatro meses. También tuvo con Gertrudis una hija llamada Rosa Amelia, nacida en 1912 en la Parroquia San Juan de Caracas.
Años más tarde, tras haber pasado por los calabozos del Castillo de Puerto Cabello, José María Olivo Martínez contrajo matrimonio con una joven de origen francés llamada Eva Armand. El enlace tuvo lugar el 17 de enero de 1918 en la ciudad de Maracay. La pareja, sin embargo, se estableció en Caracas, donde nacieron sus siete hijos: José Gabriel, Adolfo Antonio, Fernando, Eva, Hilda, Laura y Gladys. La familia residió en la Parroquia Santa Teresa y la Parroquia San Juan durante la década de los años 20 para más tarde trasladarse a la Parroquia San Agustín, a "la barriada obrera que J.M. Olivo Martínez lleno con su gran espíritu". En diciembre de 1933 la tragedia golpeó a la familia cuando Fernando, de 11 años, hijo del matrimonio Olivo-Armand, murió arrollado por un camión.

## Últimos años
José María Olivo Martínez no abandonó nunca el activismo político, ni siquiera en sus últimos años, cuando los confinamientos en las inhumanas cárceles gomecistas habían pasado factura a su salud. Tras el experimento fallido de Unión Municipal, partido que tuvo una existencia de apenas dos años, J.M.Olivo Martínez se unió al partido Acción Democrática,establecido en 1941, el cual contaba entre sus fundadores a algunos políticos como Luis Beltrán Prieto Figueroa que, al igual que en el caso de Olivo, habían sido previamente acusados de marxistas o simpatizantes del marxismo.
Falleció el 27 de julio de 1945 en el Hospital Vargas de Caracas, a los 61 años, de una úlcera gástrica. A su sepelio en el Cementerio General del Sur, acudieron personas de todos los segmentos de la sociedad, desde el mozo que pidió una licencia en el taller para acompañar a su maestro hasta Rómulo Gallegos, futuro presidente de Venezuela, y Andrés Eloy Blanco, quienes llevaron el féretro y dijeron la oración fúnebre. En un artículo publicado en el diario El Universal el 29 de julio de 1945, Andrés Eloy recordó sus propias palabras el día antes ante la tumba de J.M. Olivo Martínez:

La voz del viejo Olivo, sus palabras, pronunciadas en el entierro de Chaumer, estaban allí, en el cementerio, esperándolo. Y llegó él; y su vieja voz le salió al encuentro. Quería saber si, al través de tantos años, estaba igual. Se miraron. Años de tentación y de corrupción. Y al encontrase, se encontraron tan limpios la voz y el hombre como en el día que él la pronunciara.